# Chiesa dei Santi Bernardo e Margherita
La chiesa dei Santi Bernardo e Margherita è una chiesa monumentale di Napoli ubicata in via San Giuseppe dei Nudi. L'edificio è incorporato nel Complesso del Sovrano Militare Ordine di Malta, ed è anche noto come chiesa di San Giovanni del Sovrano Ordine di Malta.
Il complesso venne fondato nel 1643 da monache francescane del monastero dei Santi Berardo e Margherita a Fonseca.
Le monache acquistarono numerose proprietà adiacenti per fondare il proprio monastero, che venne ristrutturato già nel XVIII secolo; il refettorio fu realizzato nel 1722 da Antonio Tango e la chiesa venne eretta, su progetto di Giovan Battista Nauclerio, tra il 1725 ed il 1732.
La chiesa presenta una facciata tardobarocca che introduce elementi rococò: è caratterizzata da un portico con loggiati laterali chiusi successivamente, mentre all'ordine superiore si presenta una pregevole decorazione in stucco. La scala d'accesso mostra una notevole qualità esecutiva delle parti in piperno
L'intero è a croce greca di matrice ottagonale, con al centro una cupola con otto finestroni. Le pareti sono articolate grazie all'utilizzo dell'ordine gigante di lesene composite. Di buona fattura sono i sobri stucchi di stampo rococò che ornano le volte e le pareti. L'altare maggiore venne ricostruito nel 1956 ed è sormontato da un Immacolata tra i santi Bernardo e Margherita di Giovanni Antonio d'Amato il Giovane. Sulla controfacciata è collocata un'Annunciazione di incerta attribuzione (già attribuita a Francesco Guarino, è comunque un lavoro di un pittore orbitante nella cerchia dello Stanzione), mentre sui due altari del transetto I Santi Gennaro, Francesco d’Assisi e Nicola di Bari del solimenesco Michelangelo Schilles e il Calvario di ignoto pittore settecentesco. Infine, una menzione la meritano anche le quattro tele attribuibili a Paolo De Matteis o tutt'al più alla sua bottega sulle pareti laterali del transetto (Madonna del Rosario, Natività, Sant'Anna, San Gioacchino e la Vergine Bambina e Santi Gesuiti in gloria).